# Estado-nação
Um estado-nação é uma área histórica que pode ser identificada como possuidora de uma política legitimada, que pelos próprios meios, constitui um governo soberano. Enquanto um estado pode ser definido como uma entidade política e geopolítica, já nação é uma unidade étnica e cultural. O termo "estado-nação" implica uma situação onde os dois são coincidentes. O Estado-nação afirma-se por meio de uma ideologia, uma estrutura jurídica, a capacidade de impor uma soberania, sobre um povo, num dado território com fronteiras, com uma moeda própria e forças armadas próprias também.
O conceito de um estado-nação pode ser comparado e contrastado com o de um estado multinacional, cidades-estado, impérios, confederações, e outras formações de estados dos quais podem sobrepor-se. Ao longo da história, existiram estados-nações em diferentes épocas e lugares do mundo, e atualmente representam a forma dominante de organização geopolítica mundial.

## História
A ideia de Estado-nação nasceu no continente europeu nas fases finais do século XVIII e início do século XIX. Provém do conceito de "Estado da Razão" do Iluminismo, diferente da "Razão de Estado" dos séculos XVI e XVII. A Razão passou a ser a força constituidora da dinâmica do Estado-nação, principalmente ao nível da administração dos povos. A ideia de pertença a um grupo com uma cultura, língua e história próprias, a uma nação, foi sempre uma das marcas dos europeus nos últimos séculos, ideal que acabariam por transportar para as suas projeções coloniais. Há um efeito psicológico na emergência do Estado-nação, pois a pertença do indivíduo a tal estrutura confere-lhe segurança e certeza, enquadramento e referência civilizacional. O aparecimento do Estado-nação corresponde à fase nacionalista do Ocidente e ao seu processo de industrialização. Assim, o seu surgimento justificou investimentos tecnológicos e com eles lucrou, fomentando as economias nacionais e gerando capacidades militares de defesa e mesmo de ataque. Além do mais, transformou o nacionalismo numa ideologia que não mais parou de ganhar adeptos e permitiu aspirações de natureza econômica e territorial. Marx defendeu ainda que o proletariado seria apátrida e internacional, mas a Primeira Guerra Mundial, na sua origem como nas suas consequências, acabou por reforçar a ideia do Estado-nação e dos nacionalismos. Estes foram combatidos pela União Soviética, plurinacional e ao mesmo tempo internacionalista, mas que na sua desagregação acabaria por ver irromper, no seu antigo território, tantos Estados-nações amordaçados pela ideologia comunista durante mais de setenta anos. A União Soviética, no entanto, não era um Estado-nação, mas um conjunto de 15 Estados-nações e mais de 100 povos por eles espalhados, muitos nômades mas, com a sovietização, enquadrados dentro de limites territoriais impostos por Moscou.
Se nasceu entre as potências colonizadoras no século XIX, também nesta centúria o conceito de Estado-nação ganharia os povos do Leste Europeu, ameaçando ruir os antigos impérios dinásticos da Europa, nomeadamente o Austro-Húngaro, em cujo seio estalou a Primeira Guerra Mundial, graças a um estudante sérvio que lutava pela proclamação de um Estado para a sua nação sérvia. Era a época dos nacionalismos e da emergência das nacionalidades, que Stalin tanto reprimiria na União Soviética e que Hitler tentara subjugar com o nazismo, mas que acabou por sair da Europa e conquistar outros continentes, acelerando a descolonização africana, por exemplo. Em alguns casos, no pós-Segunda Guerra, o nacionalismo ganhou um cariz religioso, como o Irã xiita, noutros assumiu o comunismo como bandeira ideológica e política. Mas na Europa, com Charles de Gaulle e Jean Monet, por exemplo, sem se perder a ideia do Estado-nação, criou-se, com a Comunidade Europeia, a Europa das Nações, que tem paralelo militar e político na OTAN e até nas Nações Unidas. As nacionalidades não se diluíram, pelo contrário, como nos Balcãs, antes se agruparam na prossecução de interesses e estratégias que só em comum poderiam superar crises e estabelecer vias e metas para o futuro. Outros pontos do globo, a ideia de um povo, uma língua, um território, logo uma nação, daí a necessidade de Estado, a independência enfim, tem pulverizado e retalhado antigos grandes Estados, gerando conflitos e escaladas de violência inusitadas.

## Desenvolvimento do Estado Nação
A distinção entre Estado e Nação pode diferir de país para país e de tempos em tempos. Dois processos são considerados que levam à criação de um estado-nação:
1. O Estado preexistente constrói a nação – construindo sobre as características do grupo étnico dominante, como língua e tradições, e em detrimento de outras etnias que se tornaram minorias nacionais. Os Estados promovem a construção da nação e o sentimento nacionalista por meio de instrumentos estatais – como educação pública, serviço militar, igreja oficial ou burocracia – projetados para moldar nacionalmente o cidadão e homogeneizar a identidade coletiva, com vários atributos diferenciadores. A ideia implícita é que "cada estado deve ter sua própria nação". Exemplos desse processo podem ser encontrados na Espanha, França, Turquia, China ou em vários estados descolonizados.
2. Em outros países (como Suíça ou Alemanha), os cidadãos se reconhecem da mesma nação, expressam vontade de viver juntos, e a nação precede o Estado.[3] O cidadão modela o estado nacionalmente, pois os indivíduos que compartilham uma identidade nacional criam um estado (state-building). O slogan implícito seria que "cada nação tem seu próprio estado". Exemplos disso são a unificação alemã e a unificação italiana do século XIX.[4] Quanto à Alemanha, vale destacar a aceleração causada por Bismarck, já que o atual Estado alemão foi fruto de uma política unionista deliberada da qual ele tentou, e conseguiu, reunir sob a bandeira prussiana um mosaico de Estados independentes, que línguas germânicas compartilhadas, a fim de aumentar seu poder militar, político e econômico.

Ao criar uma nação a partir de um estado, as elites estatais usam suas estruturas para moldar os cidadãos, promovendo a cultura, a história e os valores do grupo étnico dominante em relação aos outros. Isso implica uma biopolítica de assimilação, folclorização e até mesmo o genocídio cultural das minorias nacionais e, na pior das hipóteses, até limpeza étnica ou genocídio.
A criação do Estado a partir de uma nação seguiu um padrão bastante constante historicamente. Primeiro, recupera e recria a língua nacional, que purifica influências de outras línguas. Procuram e publicam documentos e obras literárias escritas nesta língua, especialmente as mais antigas. Ao mesmo tempo, eles estão fazendo pesquisas históricas para fornecer argumentos históricos para as reivindicações. Eles adotam símbolos oficiais, como hinos e bandeiras. Recuperam o folclore e qualquer manifestação cultural que possa servir de testemunho da identidade nacional. Finalmente, o movimento reivindica a soberania nacional, embora possa fazer parte de um estado multinacional com alguma autonomia, sua aspiração é a independência de qualquer outra autoridade.

### Minorias nacionais
O desvio mais óbvio do ideal de " uma nação, um estado " é a presença de minorias, especialmente minorias étnicas/culturais que diferem do grupo étnico dominante/majoritário, e na maioria dos casos há uma ideia clara de que as minorias são diferentes das o grupo considerado nacional. Ciganos e judeus podem ser exemplos históricos de grupos que foram apontados como estranhos.
As ações contra as minorias dentro dos Estados-nação variaram de assimilação cultural forçada à expulsão, perseguição, violência e até extermínio. As políticas de assimilação geralmente são implementadas pelo estado, mas a violência contra as minorias nem sempre é iniciada pelo estado, pode assumir a forma de violência popular, como linchamentos ou pogroms. Nesse sentido, os Estados-nação são responsáveis por alguns dos piores exemplos históricos de violência contra as minorias nacionais.

### O Reino dos Países Baixos
O Reino dos Países Baixos apresenta um exemplo incomum em que um reino representa quatro países distintos. Os quatro países do Reino dos Países Baixos são:
- Holanda (incluindo as províncias da Europa continental e os municípios especiais de Bonaire, Sint Eustatius e Saba)
- Aruba
- Curaçao
- São Martinho

Cada um é expressamente designado como terra na lei holandesa pela Carta do Reino dos Países Baixos. Ao contrário dos Länder alemães e do Bundesländer austríaco, landen é consistentemente traduzido como "países" pelo governo holandês.

### O estado-nação espanhol
Se as antigas monarquias muitas vezes reuniam diferentes reinos/territórios/etnias sob a mesma coroa, nos estados-nação modernos as elites políticas buscam a uniformidade da população, dando origem ao nacionalismo estatal. No caso da Espanha, a Monarquia Espanhola governou diferentes reinos, cada um com suas particularidades culturais, linguísticas e políticas. Os reis deviam jurar os Fueros da cada território ante as respectivas Cortes.

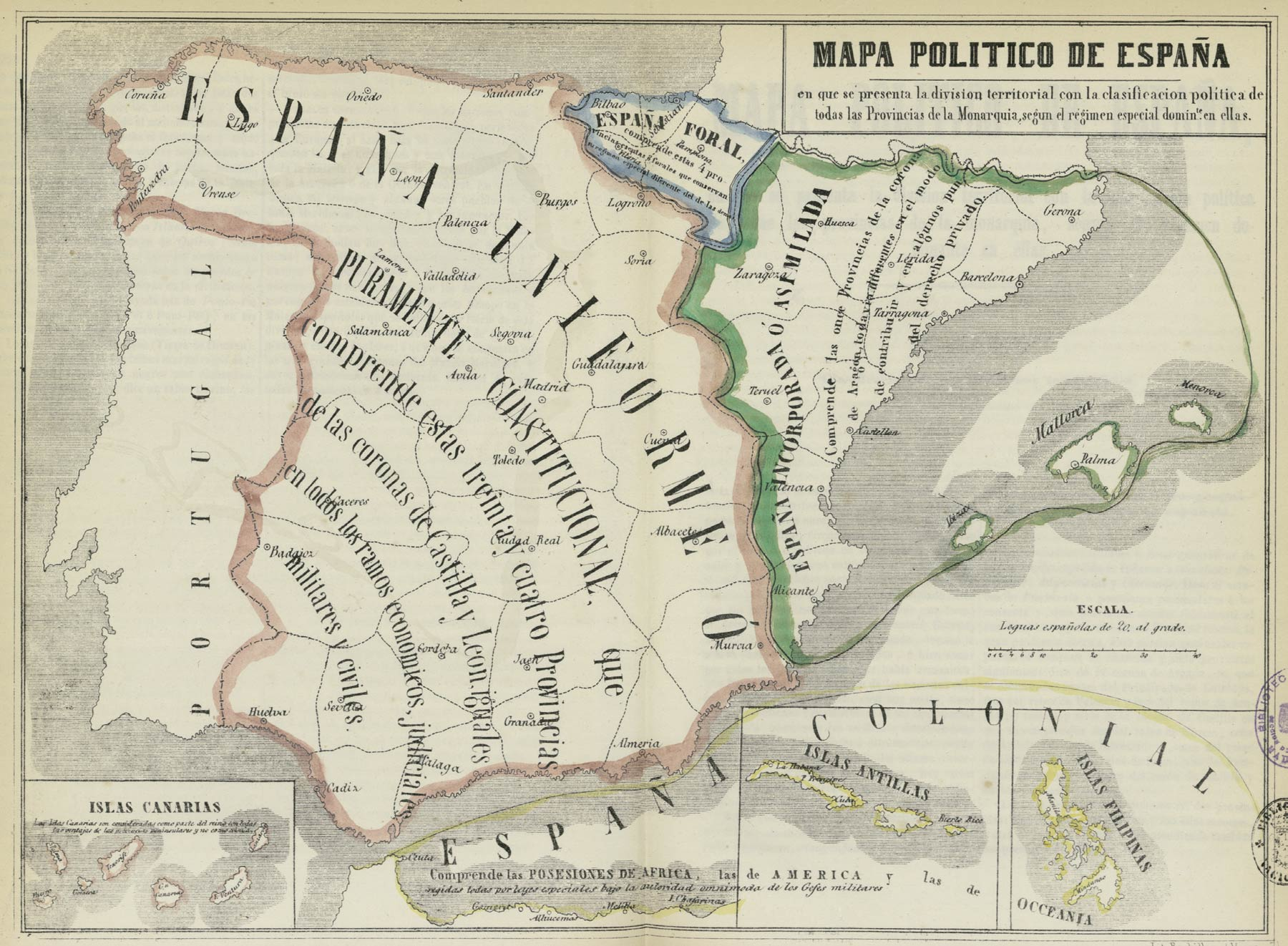
Mapa escolar da Espanha de 1850. Pode-se ver o Estado dividido em quatro partes:- A "Espanha plenamente constitucional", que inclui Castilia, mas também territórios de língua galega. - A "Espanha assimilada": territórios da Coroa de Aragão, território predominantemente de língua catalã - a "Espanha Foral", que inclui territórios de língua basca - a "Espanha Colonial", com os últimos territórios coloniais

Após a Guerra da Sucessão Espanhola, baseada na posição política do Conde-Duque de Olivares e no absolutismo de Filipe V, a assimilação da Coroa de Aragão pela Coroa Castelhana através dos Decretos de Nova Planta foi o primeiro passo na criação do Estado-nação espanhol. Como outros estados europeus contemporâneos, a união política é o primeiro passo para a criação do estado-nação espanhol, neste caso não em uma base étnica uniforme, mas através da imposição das características políticas e culturais do grupo étnico dominante. caso, os castelhanos, acima dos de outros grupos étnicos, tornam-se minorias nacionais a serem assimiladas. De fato, desde a unificação política de 1714, as políticas de assimilação espanhola em relação à territórios de língua catalã (Catalunha, Comunidade Valenciana, Ilhas Baleares, parte de Aragão) e outras minorias nacionais têm sido uma constante histórica.
Começa com instruções secretas aos corregedores do território catalão, e a partir daí as ações, discretas ou agressivas, continuam, e chegam até o último detalhe, como, em 1799, o Certificado Real proibindo "tocar, cantar e dançar peças que não estavam em espanhol." Essas políticas nacionalistas, às vezes muito agressivas, e ainda em vigor, foram e ainda são a semente de repetidos conflitos territoriais dentro do Estado.
O processo de nacionalização irá acelerar no s. XIX, paralelamente à origem do nacionalismo espanhol, o movimento social, político e ideológico que tenta moldar uma identidade nacional espanhola de matriz castelhana, em confronto com outras nações históricas do Estado. Os políticos da época sabiam que, apesar das políticas agressivas seguidas até então, não havia uma "nação espanhola" uniforme e monocultural, como indicava em 1835 Antonio Alcala Galiano, quando nas Cortes del Estatuto Real defendia
" Fazer da nação espanhola uma nação que não foi nem foi até agora "
Construir a nação (como na França, é o Estado que cria a nação e não o processo contrário) é um pensamento que as elites espanholas repetem constantemente e, por exemplo, também podemos encontrá-lo na boca do fascista José Pemartín, cem anos depois, admirava as políticas de modelagem alemã e italiana:
" Existe um dualismo íntimo e decisivo, tanto no fascismo italiano quanto no nacional-socialismo alemão. Por um lado, sente-se a doutrina hegeliana do absolutismo do Estado. O Estado se origina na Nação, educa e molda a mentalidade do indivíduo; é, na expressão de Mussolini, a alma da alma.
A virada do século XIX para o XX e a primeira metade do s. XX foram as violências mais étnicas, coincidindo com o racismo que chegou a identificar estados com raças, no caso da Espanha com uma suposta raça espanhola sublimada em castelhano, das quais as minorias nacionais eram formas degeneradas das primeiras àquelas que precisavam ser depurado.

Nesse sentido, podem-se encontrar discursos sobre a alienação dos falantes de catalão, como, por exemplo, um artigo intitulado «Cataluña bilingüe», de Menéndez Pidal, no qual defende o decreto Romanones contra a língua catalã, publicado no El Imparcial, em 15 de dezembro de 1902:
"lá eles verão que os Tribunais da Confederação Catalã-Aragonesa nunca tiveram o catalão como língua oficial; que os reis de Aragão, mesmo os da dinastia catalã, usavam o catalão apenas na Catalunha, e usavam o espanhol não apenas nas Cortes de Aragão, mas também nas relações exteriores, o mesmo com Castela ou Navarra como com os reis infiéis de Granada, da África ou da Ásia, porque mesmo nos dias mais importantes da Catalunha, o espanhol prevaleceu como língua do reino aragonês e o catalão foi reservado para os assuntos peculiares do condado catalão"
ou o artigo “ Los Catalanes. A las Cortes Constituyentes », apareceu em vários jornais, entre outros: El Dia de Alicante, 23 de junho de 1931, El Porvenir Castellano e El Noticiero de Soria, 2 de julho de 1931, no Heraldo de Almeria em 4 de junho de 1931, enviado pelo "Comité Pró-Justiça", com caixa postal em Madrid:
"Os catalães declararam recentemente que não são espanhóis, nem querem ser, nem podem ser. Eles também vêm dizendo há muito tempo que são um povo oprimido, escravizado, explorado. É imperativo fazer-lhes justiça... Que regressem à Fenícia ou que vão para onde quiserem admiti-los. Quando as tribos catalãs viram a Espanha e se estabeleceram no território espanhol que hoje é ocupado pelas províncias de Barcelona, Gerona, Lérida e Tarragona, quão pouco imaginaram que o caso do cativeiro das tribos de Israel no Egito se repetiria lá! !... Respeitemos a sua santíssima vontade. Eles são eternamente inadaptáveis... Sua covardia e egoísmo não lhes deixam espaço para a fraternidade... Assim, propomos às Cortes Constituintes a expulsão dos catalães... Vocês são livres! A República abre de par em par as portas da Espanha, sua prisão. vá embora Fora daqui. Volte para a Fenícia, ou vá para onde quiser, quão grande é o mundo"
O principal cavalo de batalha do nacionalismo espanhol são as línguas não-espanholas, que nos últimos trezentos anos tentaram ser substituídas pelo espanhol com centenas de leis e regulamentos, mas também por atos de grande violência, como durante a guerra civil. Por exemplo, as declarações de Queipo de Llano podem ser encontradas no artigo intitulado " Contra a Catalunha, o Israel do Mundo Moderno ", publicado no Diário Palentino em 26 de novembro de 1936, onde é descartado que na América os catalães são considerados um raça de hebreus, porque eles usam os mesmos procedimentos que os hebreus realizam em todas as nações do globo. E considerando os catalães como hebreus e considerando seu antissemitismo "Nossa luta não é uma guerra civil, mas uma guerra da civilização ocidental contra o mundo judaico", não é de surpreender que esse mesmo soldado tenha expressado claramente suas intenções. "Quando a guerra acabar, Pompeu Fabra e suas obras serão arrastadas pelas Ramblas" Não se tratava de falar, pois quando chegaram a Barcelona, os insurgentes invadiram sua casa, jogaram sua enorme biblioteca na rua e a incendiaram. Fabra havia fugido para o exílio pouco antes.

Uma outra mostra de l'agressivitat feixista vers la llengua catalana l'assenyala em Paul Preston a "El Holocausto español", atès que durant la guerra civil pràcticament é derivado de um conflito étnico:
“Nos dias que se seguiram à ocupação de Lleida (…) os presos republicanos identificados como catalães foram executados sem julgamento. Qualquer um que os ouvisse falar catalão provavelmente acabaria preso. A brutalidade arbitrária da repressão anti-catalã chegou a tal ponto que o próprio Franco teve que emitir uma ordem afirmando que os erros que mais tarde poderiam ser lamentados tinham que ser evitados”
"Existem exemplos de assassinatos de camponeses sem outra razão aparente que não seja falar catalão"
Após uma possível tentativa de limpeza étnica, a imposição biopolítica do castelhano durante a ditadura franquista, a ponto de ser considerada uma tentativa de genocídio cultural, a democracia consolidou um regime assimétrico de bilinguismo, no qual se tece progressivamente uma teia de leis e auxílios que favorecem o espanhol em detrimento do catalão, que se torna a língua fraca do bilinguismo e, portanto, na ausência de outros estados onde é falada, está fadada à extinção a médio e curto prazo. Na mesma linha, seu uso é impedido no Congresso espanhol, e é impedido de ser oficial na Europa, ao contrário de línguas menos faladas, como o gaélico. Em outras áreas institucionais, como a justiça, a Plataforma per la Llengua denunciou a catalanofobia. As associações Soberania e Justiça e Direitos também o denunciaram em ato no Parlamento Europeu.
Em julho de 2013, Omnium Cultural organizou um encontro de intelectuais catalães e madrilenhos no Círculo de Bellas Artes do Madrid para mostrar apoio à reforma em curso do Estatuto de Autonomia da Catalunha, que buscava resolver as tensões territoriais, e, entre outras coisas, proteger melhor a língua catalã. elo lado catalão, foi fretado um voo charter com cerca de cem representantes do mundo cultural, cívico, intelectual, artístico e desportivo da Catalunha, mas pelo lado espanhol, exceto por Santiago Carrillo, político proveniente da Segunda República, ninguém mais compareceu. O fracasso posterior da reforma estatutária em relação aos seus objetivos abriria as portas para o crescimento do movimento de soberania catalã.
Além da discriminação linguística por parte dos funcionários públicos, por exemplo nos hospitais, a atual proibição do uso da língua catalã em instituições estatais, como o Congresso, Apesar de ser a antiga Coroa de Aragão, com três territórios catalães, um dos co-fundadores do atual estado espanhol, não é mais que a continuação da estrangeiraização dos catalães do primeiro terço do s.XX, em pleno andamento do racismo e do fascismo de Estado. Também pode ser apontado o secessionismo linguístico, originalmente defendido pela extrema direita espanhola e que acabou sendo adotado pelo próprio governo espanhol e órgãos estatais. Ao fragmentar o catalão em tantas línguas quantos territórios, torna-se inoperante, economicamente asfixiado e torna-se um brinquedo político nas mãos de políticos territoriais.
Susceptível de ser classificado como uma democracia étnica, atualmente o Estado espanhol só reconhece como minoria nacional os ciganos, excluindo os catalães. (e, evidentemente, valencianos e mallorquines), bascos e galegos. No entanto, é claro para qualquer observador externo que existem diversidades sociais na Espanha que correspondem a várias categorias de minorias nacionais, como a existência de minorias linguísticas em territórios ancestrais, por exemplo.